# Elstorf-Bachheide
Elstorf-Bachheideⓘ (plattdeutsch Höll) ist ein Teil der Einheitsgemeinde Neu Wulmstorf im Landkreis Harburg, Niedersachsen. Elstorf-Bachheide gehört zusammen mit Ardestorf zum Ortsteil Elstorf.

## Nachbargemeinden
Im Norden grenzt Elstorf-Bachheide an Elstorf, im Nordosten an Schwiederstorf, im Osten an Sieversen und Langenrehm, im Süden an Emsen, Rade und Ohlenbüttel, im Südwesten an Eversen und Eversen-Heide, im Westen an Grauen und im Nordwesten an Ardestorf. Naturräumlich liegt Elstorf-Bachheide am Ostrand der Apenser Lehmgeest.

## Geschichte
Als Ortschaft wurde Elstorf-Bachheide erst im 20. Jahrhundert angelegt. Vorher war es Heidegebiet. Im Jahre 1856 wurde hier – am Südrand der Elstorfer Feldmark – eine Aaskuhle angelegt.
Ebenso wie in Eversen-Heide zogen die meisten Bürger nach dem Zweiten Weltkrieg aus dem ausgebombten Hamburg nach Bachheide. Höll war ein Flurname. Ein anderer Name für das Gebiet war Rachheid, woraus durch einen späteren Lesefehler das hochdeutsche Wort Bachheide wurde.
Nach dem Zweiten Weltkrieg hat Erich Voß, der im Krieg von Bostelbek zugezogen war, eine Schlangenfarm eröffnet, die er bis 1962 betrieb. Elstorf-Bachheide ging im Zuge der Gründung der Einheitsgemeinde Neu Wulmstorf am 1. Juli 1972 als Teil des Ortsteils Elstorfs in Neu Wulmstorf auf.

## Religion
Der Ort ist evangelisch-lutherisch geprägt und gehört zur Kirchengemeinde der Nicolai-Kirche in Elstorf.
Als katholische Kirche ist die St.-Maria-Kirche in Buxtehude zuständig.

## Verkehr
Die Bundesstraße 3 verläuft direkt am Ostrand des Ortes, die nach Norden über Elstorf und Ovelgönne an die B 73 und im Süden über Rade, Mienenbüttel und die Autobahnanschlussstelle 44 der Bundesautobahn 1 weiter zur B 75 bei Buchholz führt. Die Kreisstraße 52 führt nach Sieversen und Tötensen und die K 31 im Südwesten über Eversen und Grauen nach Appel und Hollenstedt.
Die nächsten Bahnhöfe sind Neu Wulmstorf und Buxtehude an der Niederelbebahn S-Bahn Hamburg S 3 und Sprötze an der Bahnstrecke Wanne-Eickel–Hamburg.

## Schulen
Die Kinder gehen in Elstorf in die Grundschule.